# Al Maktoum International Airport
Al Maktoum International Airport (arabisk: مطار آل مكتوم الدولي; tr. Maṭār Āl Maktūm al-Duwalī) (IATA: DWC, ICAO: OMDW) er en international lufthavn i Jebel Ali ca. 37 km sydvest for Dubai i De Forenede Emirater. Lufthavnen åbnede den 27. juni 2010. Lufthavnen er en del af Dubai World Central. 
Lufthavnen betjente i første halvår af 2016 410.278 passagerer.